# 이정식 (음악가)
이정식(1961년 8월 14일 ~ )은 대한민국의 색소폰 연주자, 음악가, 작곡가이다.

## 학력
- 웨스트민스터 신학교 종교음악작곡과 졸업

## 음반
개인 음반
- 1991년 《Passion》
- 1992년 《Love Sax》
- 1996년 《Collaboration》
- 1997년 《My Life》
- 1998년 《Collaboration 2》
- 2007년 12월 24일 《Oldies & Memories》
- 2010년 11월 11일 《화두》
- 2015년 6월 15일 《Harmonia》

이정식, 윤복희
- 2001년 10월 15일 《Jazz Close Encounter》

## 수상
- 2010년 대중문화예술상 문화부장관상

## 광고
- 1997년 해태htb 나는 카푸치노